# Leptothorax nadigi
Leptothorax nadigi är en myrart som beskrevs av Heinrich Kutter 1925. Leptothorax nadigi ingår i släktet smalmyror, och familjen myror. Inga underarter finns listade i Catalogue of Life.